# Giro d'Italia 2017
Giro d'Italia 2017 var den 100. udgave af Giro d'Italia. Det blev arrangeret i perioden 5. til 28. maj 2017. Løbet startede i Alghero på Sardinien og sluttede i Milano med en enkeltstart. Den samlede vinder af løbet blev hollandske Tom Dumoulin fra Team Sunweb, foran Nairo Quintana og Vincenzo Nibali.

## Hold og ryttere
195 ryttere fra 22 hold stillede til start. Astana valgte ikke at indsætte en erstatning for Michele Scarponi, som døde i en træningsulykke to uger før løbet. Derudover blev to af Bardiani-CSFs ryttere nægtet start på grund af positiv dopingtest. Adam Hansen stillede til start med et mål om at fuldføre sin 17 Grand Tour i træk. Fire danske ryttere stillede til start i løbet.
| UCI WorldTeams (18)- AG2R La Mondiale - Astana - Bahrain-Merida - BMC Racing Team - Bora-Hansgrohe - Cannondale-Drapac - Dimension Data - FDJ - Katusha-Alpecin - Lotto NL-Jumbo - Lotto-Soudal - Movistar Team - Orica-Scott - Quick-Step Floors - Sky - Team Sunweb - Trek-Segafredo - UAE Team Emirates UCI Professionelle kontinentalthold (4)- Bardiani CSF - CCC Sprandi Polkowice - Gazprom-RusVelo - Wilier Triestina-Selle Italia |
| |

| Nationer                                                           | Antal ryttere |
| ------------------------------------------------------------------ | ------------- |
| Italien                                                            | 45            |
| Spanien                                                            | 18            |
| Frankrig                                                           | 15            |
| Rusland                                                            | 14            |
| Belgien, Holland                                                   | 13            |
| Australien                                                         | 7             |
| Slovenien, USA                                                     | 6             |
| Colombia, Polen, Østrig                                            | 5             |
| Danmark, Hviderusland, Tyskland                                    | 4             |
| Luxembourg, Portugal, Storbritannien, Schweiz, Sydafrika, Tjekkiet | 3             |
| Canada, Eritrea, Irland, Kasakhstan                                | 2             |
| Albanien, Argentina, Costa Rica, Estland, Kroatien, Norge, Sverige | 1             |

### Danske ryttere
- Jesper Hansen kørte for Astana Pro Team
- Lars Bak kørte for Lotto-Soudal
- Christopher Juul-Jensen kørte for Orica-Scott
- Mads Pedersen kørte for Trek-Segafredo

## Etaperne
| Etape     | Dato    | Start – Mål                              | type              | Afstand (km) | Etapevinder        | Førende rytter    |
| --------- | ------- | ---------------------------------------- | ----------------- | ------------ | ------------------ | ----------------- |
| 1. etape  | 5. maj  | Alghero – Olbia                          | kuperet etape     | 206          | Lukas Pöstlberger  | Lukas Pöstlberger |
| 2. etape  | 6. maj  | Olbia – Tortolì                          | kuperet etape     | 221          | André Greipel      | André Greipel     |
| 3. etape  | 7. maj  | Tortolì – Cagliari                       | flad etape        | 148          | Fernando Gaviria   | Fernando Gaviria  |
|           | 8. maj  | Hviledag                                 | Hviledag          |              |                    |                   |
| 4. etape  | 9. maj  | Cefalù – Etna (Rifugio Sapienza)         | bjergetape        | 181          | Jan Polanc         | Bob Jungels       |
| 5. etape  | 10. maj | Pedara – Messina                         | flad etape        | 159          | Fernando Gaviria   | Bob Jungels       |
| 6. etape  | 11. maj | Reggio di Calabria – Terme Luigiane      | kuperet etape     | 217          | Silvan Dillier     | Bob Jungels       |
| 7. etape  | 12. maj | Castrovillari – Alberobello              | flad etape        | 224          | Caleb Ewan         | Bob Jungels       |
| 8. etape  | 13. maj | Molfetta – Peschici                      | middel bjergetape | 189          | Gorka Izagirre     | Bob Jungels       |
| 9. etape  | 14. maj | Montenero di Bisaccia – Blockhaus        | bjergetape        | 149          | Nairo Quintana     | Nairo Quintana    |
|           | 15. maj | Hviledag                                 | Hviledag          |              |                    |                   |
| 10. etape | 16. maj | Foligno – Montefalco                     | enkeltstart       | 39,8         | Tom Dumoulin       | Tom Dumoulin      |
| 11. etape | 17. maj | Firenze (Ponte a Ema) – Bagno di Romagna | middel bjergetape | 161          | Omar Fraile        | Tom Dumoulin      |
| 12. etape | 18. maj | Forlì – Reggio Emilia                    | flad etape        | 229          | Fernando Gaviria   | Tom Dumoulin      |
| 13. etape | 19. maj | Reggio Emilia – Tortona                  | flad etape        | 167          | Fernando Gaviria   | Tom Dumoulin      |
| 14. etape | 20. maj | Castellania – Oropa                      | bjergetape        | 131          | Tom Dumoulin       | Tom Dumoulin      |
| 15. etape | 21. maj | Valdengo – Bergamo                       | middel bjergetape | 199          | Bob Jungels        | Tom Dumoulin      |
|           | 22. maj | Hviledag                                 | Hviledag          |              |                    |                   |
| 16. etape | 23. maj | Rovetta – Bormio                         | bjergetape        | 222          | Vincenzo Nibali    | Tom Dumoulin      |
| 17. etape | 24. maj | Tirano – Canazei                         | middel bjergetape | 219          | Pierre Rolland     | Tom Dumoulin      |
| 18. etape | 25. maj | Moena – Ortisei/St. Ulrich               | bjergetape        | 137          | Tejay van Garderen | Tom Dumoulin      |
| 19. etape | 26. maj | San Candido/Innichen – Piancavallo       | bjergetape        | 191          | Mikel Landa        | Nairo Quintana    |
| 20. etape | 27. maj | Pordenone – Asiago                       | bjergetape        | 190          | Thibaut Pinot      | Nairo Quintana    |
| 21. etape | 28. maj | Monza (Autodromo) – Milano               | enkeltstart       | 29,3         | Jos van Emden      | Tom Dumoulin      |

## Trøjernes fordeling gennem løbet
| Etape  | Vinder             | Førertrøjen       | Pointtrøjen       | Bjergtrøjen          | Ungdomtrøjen      | Trofeo Fast Team  | Trofeo Super Team |
| ------ | ------------------ | ----------------- | ----------------- | -------------------- | ----------------- | ----------------- | ----------------- |
| 1      | Lukas Pöstlberger  | Lukas Pöstlberger | Lukas Pöstlberger | Cesare Benedetti     | Lukas Pöstlberger | Bora-Hansgrohe    | Bora-Hansgrohe    |
| 2      | André Greipel      | André Greipel     | André Greipel     | Daniel Teklehaimanot | Lukas Pöstlberger | Orica-Scott       | Lotto-Soudal      |
| 3      | Fernando Gaviria   | Fernando Gaviria  | André Greipel     | Daniel Teklehaimanot | Fernando Gaviria  | Quick-Step Floors | Dimension Data    |
| 4      | Jan Polanc         | Bob Jungels       | André Greipel     | Jan Polanc           | Bob Jungels       | Cannondale-Drapac | UAE Team Emirates |
| 5      | Fernando Gaviria   | Bob Jungels       | Fernando Gaviria  | Jan Polanc           | Bob Jungels       | Cannondale-Drapac | Quick-Step Floors |
| 6      | Silvan Dillier     | Bob Jungels       | Fernando Gaviria  | Jan Polanc           | Bob Jungels       | Cannondale-Drapac | Quick-Step Floors |
| 7      | Caleb Ewan         | Bob Jungels       | Fernando Gaviria  | Jan Polanc           | Bob Jungels       | UAE Team Emirates | Quick-Step Floors |
| 8      | Gorka Izagirre     | Bob Jungels       | Fernando Gaviria  | Jan Polanc           | Bob Jungels       | UAE Team Emirates | Quick-Step Floors |
| 9      | Nairo Quintana     | Nairo Quintana    | Fernando Gaviria  | Jan Polanc           | Davide Formolo    | Movistar Team     | Quick-Step Floors |
| 10     | Tom Dumoulin       | Tom Dumoulin      | Fernando Gaviria  | Jan Polanc           | Bob Jungels       | Movistar Team     | Quick-Step Floors |
| 11     | Omar Fraile        | Tom Dumoulin      | Fernando Gaviria  | Jan Polanc           | Bob Jungels       | Movistar Team     | Quick-Step Floors |
| 12     | Fernando Gaviria   | Tom Dumoulin      | Fernando Gaviria  | Omar Fraile          | Bob Jungels       | Movistar Team     | Quick-Step Floors |
| 13     | Fernando Gaviria   | Tom Dumoulin      | Fernando Gaviria  | Omar Fraile          | Bob Jungels       | Movistar Team     | Quick-Step Floors |
| 14     | Tom Dumoulin       | Tom Dumoulin      | Fernando Gaviria  | Tom Dumoulin         | Bob Jungels       | Movistar Team     | Quick-Step Floors |
| 15     | Bob Jungels        | Tom Dumoulin      | Fernando Gaviria  | Tom Dumoulin         | Bob Jungels       | Movistar Team     | Quick-Step Floors |
| 16     | Vincenzo Nibali    | Tom Dumoulin      | Fernando Gaviria  | Mikel Landa          | Bob Jungels       | Movistar Team     | Quick-Step Floors |
| 17     | Pierre Rolland     | Tom Dumoulin      | Fernando Gaviria  | Mikel Landa          | Bob Jungels       | Movistar Team     | Quick-Step Floors |
| 18     | Tejay van Garderen | Tom Dumoulin      | Fernando Gaviria  | Mikel Landa          | Adam Yates        | Movistar Team     | Quick-Step Floors |
| 19     | Mikel Landa        | Nairo Quintana    | Fernando Gaviria  | Mikel Landa          | Adam Yates        | Movistar Team     | Quick-Step Floors |
| 20     | Thibaut Pinot      | Nairo Quintana    | Fernando Gaviria  | Mikel Landa          | Adam Yates        | Movistar Team     | Quick-Step Floors |
| 21     | Jos van Emden      | Tom Dumoulin      | Fernando Gaviria  | Mikel Landa          | Bob Jungels       | Movistar Team     | Quick-Step Floors |
| Samlet | Samlet             | Tom Dumoulin      | Fernando Gaviria  | Mikel Landa          | Bob Jungels       | Movistar Team     | Quick-Step Floors |

## Samlede stilling
| \| Samlede stilling \| Samlede stilling \| Samlede stilling \| Samlede stilling \| Samlede stilling \| \| Rytter \| Rytter \| Hold \| Tid \| \| \| ---------------- \| --------------------- \| --------------------- \| ---------------- \| ---------------- \| \| 1. \| Tom Dumoulin \| Team Sunweb \| 90t 34' 54" \| \| \| 2. \| Nairo Quintana \| Movistar Team \| + 31" \| \| \| 3. \| Vincenzo Nibali \| Bahrain-Merida \| + 40" \| \| \| 4. \| Thibaut Pinot \| FDJ \| + 1' 17" \| \| \| 5. \| Ilnur Sakarin \| Katusha-Alpecin \| + 1' 56" \| \| \| 6. \| Domenico Pozzovivo \| AG2R La Mondiale \| + 3' 11" \| \| \| 7. \| Bauke Mollema \| Trek-Segafredo \| + 3' 41" \| \| \| 8. \| Bob Jungels \| Quick-Step Floors \| + 7' 04" \| \| \| 9. \| Adam Yates \| Orica-Scott \| + 8' 10" \| \| \| 10. \| Davide Formolo \| Cannondale-Drapac \| + 15' 17" \| \| \| 11. \| Jan Polanc \| UAE Team Emirates \| + 18' 06" \| \| \| 12. \| Jan Hirt \| CCC Sprandi Polkowice \| + 20' 49" \| \| \| 13. \| Maxime Monfort \| Lotto-Soudal \| + 21' 59" \| \| \| 14. \| Dario Cataldo \| Astana \| + 24' 40" \| \| \| 15. \| Sébastien Reichenbach \| FDJ \| + 28' 11" \| \| \| 16. \| Patrick Konrad \| Bora-Hansgrohe \| + 35' 50" \| \| \| 17. \| Mikel Landa \| Team Sky \| + 37' 09" \| \| \| 18. \| Andrey Amador \| Movistar Team \| + 37' 49" \| \| \| 19. \| Hubert Dupont \| AG2R La Mondiale \| + 38' 45" \| \| \| 20. \| Tejay van Garderen \| BMC Racing Team \| + 57' 13" \| \| |                       |                       |             |
| |                       |                       |             |
| Kilde: ProCyclingStats |                       |                       |             |
| Samlede stilling |                       |                       |             |
| Rytter | Rytter                | Hold                  | Tid         |
| 1. | Tom Dumoulin          | Team Sunweb           | 90t 34' 54" |
| 2. | Nairo Quintana        | Movistar Team         | + 31"       |
| 3. | Vincenzo Nibali       | Bahrain-Merida        | + 40"       |
| 4. | Thibaut Pinot         | FDJ                   | + 1' 17"    |
| 5. | Ilnur Sakarin         | Katusha-Alpecin       | + 1' 56"    |
| 6. | Domenico Pozzovivo    | AG2R La Mondiale      | + 3' 11"    |
| 7. | Bauke Mollema         | Trek-Segafredo        | + 3' 41"    |
| 8. | Bob Jungels           | Quick-Step Floors     | + 7' 04"    |
| 9. | Adam Yates            | Orica-Scott           | + 8' 10"    |
| 10. | Davide Formolo        | Cannondale-Drapac     | + 15' 17"   |
| 11. | Jan Polanc            | UAE Team Emirates     | + 18' 06"   |
| 12. | Jan Hirt              | CCC Sprandi Polkowice | + 20' 49"   |
| 13. | Maxime Monfort        | Lotto-Soudal          | + 21' 59"   |
| 14. | Dario Cataldo         | Astana                | + 24' 40"   |
| 15. | Sébastien Reichenbach | FDJ                   | + 28' 11"   |
| 16. | Patrick Konrad        | Bora-Hansgrohe        | + 35' 50"   |
| 17. | Mikel Landa           | Team Sky              | + 37' 09"   |
| 18. | Andrey Amador         | Movistar Team         | + 37' 49"   |
| 19. | Hubert Dupont         | AG2R La Mondiale      | + 38' 45"   |
| 20. | Tejay van Garderen    | BMC Racing Team       | + 57' 13"   |